# Весёлая улица 19
Весёлая улица 19 (нем. Ringelgasse 19) — немецкий мультипликационный сериал, который транслируется в телесериале "Die Sendung mit der Maus" с 2012 года в Германии. Сериал рассказывает о жизни детей, которые живут в трёхэтажном жилом доме на Весёлой улице 19. Улица находится на окраине небольшого вымышленного города Сондерберг.

## Персонажи
- Вилли Вутц - семилетний[1] мальчик. Много ест, в том числе сладкое и колбасу. Играет в футбол.
- Томак Келлер - изобретатель, самый умный и старший среди детей.
- Сара - младшая сестра Томака.
- Пеппа Гертнер - любит лошадей, хочет нового папу. Всегда краснеет, когда все смотрят на неё.
- Таня и Тоня Кронбуш - неразлучные рыжеволосые близняшки.
- Братья и сёстры Симовичи (включая Сергея, Людмилу и их двух старших братьев) - братья и сёстры, играют на разных музыкальных инструментах.

## Производство и публикация
Сериал подготовлен компанией Motionworks от имени WDR, сценарий написан Андреасом Строзиком. После того, как пилотный эпизод уже был показан в Sendung mit der Maus осенью 2010 года, сериал был впервые показан 30 сентября 2012 года. Мультсериал не получил широкой известности.

## Медиафраншиза
По мотивам сериала производились книги, видео- и аудио-диски.